# Mathias Rebitsch
Mathias (Hias) Rebitsch (* 11. August 1911 in Brixlegg; † 11. März 1990 in Innsbruck) war vor und nach dem Zweiten Weltkrieg einer der besten Bergsteiger seiner Zeit und aus heutiger Sicht ein Pionier des Freikletterns.

## Bergsteigerische Leistungen
Rebitsch studierte Chemie und beschäftigte sich mit Philosophie, ging dabei mit Begeisterung in die Berge und stieg rasch in die Riege der besten Felskletterer auf. Seine Fähigkeit, mit Eleganz die damals höchsten Schwierigkeitsgrade zu klettern, und sein Verzicht auf hakentechnisches Klettern ließen ihn zu einem der klassischen Vertreter der Sestogradisten (italienisch für: sechster Grad, also Kletterer des VI. Grades) und zu einem Vorbild der Freikletterbewegung werden. Rebitsch war jedoch nicht nur im Fels einer der Besten, sondern auch durch seine Eiskletterfähigkeiten ein „Extrembergsteiger“.
- 1937 nahm Rebitsch zusammen mit Ludwig Vörg der berüchtigten Eiger-Nordwand etwas von ihrem Nimbus: Ihm gelang zwar nicht die damals heiß ersehnte Erstdurchsteigung, aber nach einem Wettersturz der erste erfolgreiche Rückzug aus dieser Wand, in der die beiden Bergsteiger zuvor 100 Stunden ausgeharrt hatten.
- 1938 verzichtete Rebitsch auf einen neuerlichen Besteigungsversuch und nahm stattdessen die Möglichkeit zur Teilnahme an einer Nanga-Parbat-Expedition wahr, im Zuge derer er den berühmten Silbersattel an diesem Achttausender erreichte, nicht jedoch den Gipfel.
- Hias Rebitsch gelang auch die zweite Begehung der Route Schmid-Krebs an der Laliderer-Nordwand.

## Nationalsozialismus
Rebitsch war schon während seiner Innsbrucker Mittelschulzeit politisch deutlich national eingestellt. Im Jahr 1929 trat er dem deutschnationalen „Real Alpen Club“ bei, wurde 1932 Mitglied der SA und trat zum 16. Juni desselben Jahres der NSDAP bei (Mitgliedsnummer 1.206.795). Nach dem Verbot der NSDAP in Österreich im Juni 1933 verbrachte er wegen des Vorwurfs, an unzugänglichen Felswänden des Inntals riesige Hakenkreuze gepinselt zu haben, insgesamt 192 Tage in Untersuchungshaft. Laut dem Autor Nicholas Mailänder ging der „zum Jähzorn neigende Student und SA-Mann Rebitsch (…) auch Handgreiflichkeiten mit politisch Andersdenkenden nicht aus dem Weg.“ Später zog er mit seinem Bruder Josef in das Deutsche Reich und wurde Mitglied der Österreichischen Legion. Im Sommer 1934 kehrte er mit seinem Bruder nach Österreich zurück. Ein Strafverfahren wegen seiner Mitgliedschaft in der Österreichischen Legion endete für Hias Rebitsch im September mit einem Freispruch, während sein Bruder wegen Hochverrats zu einem Jahr schwerem Kerker verurteilt wurde. Mit anderen bekannten Bergsteigern diente Rebitsch in der 1939 gegründeten Heeres-Hochgebirgsschule in Fulpmes.
Allerdings eckte der Alpinist bald nach dem „Anschluss“ auch bei den NS-Behörden an, bei denen er sich unumwunden über die antijüdischen Ausschreitungen in Innsbruck im Zuge der „Reichskristallnacht“ beschwerte.

## Nachkriegszeit
Nach dem Krieg widmete er sich – neben einem Studium der Vor- und Frühgeschichte – wieder dem extremen Felsklettern und erreichte nochmals höchste Schwierigkeitsgrade. Häufig war er an den Wänden des Wilden Kaisers unterwegs, jedoch wurde er auch bekannt als Erstbegeher von ca. 30 oft abgelegenen, brüchigen und gefährlichen Routen.
1947 eröffnete Rebitsch zusammen mit Franz Lorenz noch einmal eine neue Führe, die auf Jahre zu den schwierigsten und größten Klettertouren der nördlichen Kalkalpen zählen sollte: Die Nordverschneidung der Laliderer-Nordwand.
1954 versuchte Rebitsch vergeblich, den Gipfel des Rakaposhi im Karakorum zu erreichen. Diese Expedition, an der auch der Bergsteiger Anderl Heckmair mitwirkte, ist Gegenstand des Dokumentarfilms Im Schatten des Karakorum von Eugen Schuhmacher aus dem Jahr 1955.

## Freiklettern als Ideal
Im Gegensatz zum allgemeinen Trend des technischen Kletterns, der in den 1950er Jahren einsetzte und bei dem extreme Routen des VI. Grades dadurch entschärft wurden, dass man zahlreiche Haken schlug und diese auch zur Fortbewegung verwendete, blieb Rebitsch seinen Idealen treu und praktizierte bis zum unfallbedingten Ende seiner Laufbahn als Extremkletterer 1951 einen reinen Freikletterstil, der nach heutigem Wissensstand vermuten lässt, dass Rebitsch bereits damals stellenweise den VII. Grad erreicht hat, einen Grad, der erst 1977 offiziell eingeführt wurde. Rebitsch war ein Forschergeist, der immer auf der Suche nach Neuem war, ungebunden leben wollte und mehrfach auf Expedition, u. a. in die Anden, ging. 1972 wurde Rebitsch zum Ehrenprofessor für Archäologie ernannt.

## Die wichtigsten Erstbegehungen
- Rotspitze-SO-Kante, 1931
- Sagzahn-NO-Kante, 1931
- Direkte-Rofanspitze-NO-Kante, 1933
- Sonderbarerturm-Westwand, 1934
- Erste Winter-Begehung Predigtstuhl-Westverschneidung, 1934
- Erste Winter-Begehung Predigtstuhl Mittelgipfel-Westwand, 1934
- Öfelekopf Westgipfel-Südwest-Pfeiler, 1935
- Goldkappel-Südwand, 1936
- Riepenwand-Direttissima Nordwand, 1936
- Torsäule-Südost-Pfeiler, 1937
- Brunnenkogl-NW-Kante, 1939
- Große Ochsenwand-Direttissima Ostkante, 1944
- Grubenkarspitze-Nordpfeiler der Westwand, 1945
- Lalidererspitze-Direttissima Nordwand, 1946
- Sagzahn-Direttissima Ostwand, 1946
- Fleischbankpfeiler „Rebitsch-Risse“, 1946
- Erste Winter-Begehung Fleischbank-Südostwand,
- Sagwand „Schräger Riß“, 1947
- Lalidererspitze-Nordverschneidung, 1947
- Sagwandspitze-NO-Wand, 1947
- Rofanspitze-Ost-Riss, 1948
- Rofanspitze-Nordwand, 1948

## Schriften
- Die silbernen Götter des Cerro Gallan, Nymphenburger Verlagshandlung GmbH, 1. Aufl., 1957.